# Eupithecia melanochroa
Eupithecia melanochroa är en fjärilsart som beskrevs av Eugen Wehrli 1927. Eupithecia melanochroa ingår i släktet Eupithecia och familjen mätare. Inga underarter finns listade i Catalogue of Life.